# Battaglia di Saipan
La battaglia di Saipan fu un cruento scontro terrestre combattuto sull'omonima isola nell'arcipelago delle Marianne durante la guerra del Pacifico. Vide contrapposte le truppe della marina e dell'esercito imperiali del Giappone alle forze dei Marine e dell'esercito statunitensi, il cui obiettivo era la conquista di Saipan, Guam e Tinian.

## Contesto strategico
A primavera del 1944 il Giappone era in una situazione difficile: respinto dalle Gilbert nel novembre precedente e perdute le Marshall tra gennaio e febbraio, con la neutralizzazione della base di Truk il 17-18 febbraio, il perimetro difensivo della Sfera di prosperità comune passava ora per le Marianne, possedimento nipponico dalla fine della prima guerra mondiale. Il fatto che il fronte fosse così arretrato preoccupava gli alti comandi, perché si era troppo vicini sia alle Filippine, che difendevano le rotte seguite dalle petroliere provenienti dall'Indonesia, sia al territorio nazionale: si sapeva che gli Stati Uniti d'America avevano progettato e costruito un bombardiere capace di raggiungere le città giapponesi partendo dalle Marianne. Era dunque di capitale importanza mantenere il possesso delle posizioni insulari.

## Le difese e la guarnigione di Saipan
L'isola fu affidata alla difesa della 31ª Armata, composta dalla 43ª Divisione "Nagoya" e dalla 47ª Brigata mista. L'unità era al comando del luogotenente generale Yoshitsugu Saitō. In più vi erano 6 960 uomini delle forze da sbarco della Marina imperiale giapponese al comando del viceammiraglio Chūichi Nagumo, comandante della flotta del Pacifico centrale; ai suoi ordini vi era anche la 22ª Flottiglia aerea, in teoria forte di 300 apparecchi ma sembra che solo una parte di questi fossero in piena efficienza.
Le forze corazzate giapponesi consistevano in quarantotto carri armati inquadrati nel 9º Reggimento carri. Gran parte di questi mezzi venne radunata due miglia a est di Garapan, pronti a intervenire nel caso lo sbarco statunitense si fosse verificato proprio a Garapan o nella Baia di Tanapag; se gli statunitensi fossero sbarcati invece a Chalan Kanoa, o comunque nella parte sud-occidentale od orientale dell'isola, i carri armati si sarebbero ritrovati un miglio a nord dell'aeroporto di Aslito. Per precauzione, a Chalan Kanoa fu comunque distaccata una compagnia carri.

## Lo sbarco e la battaglia
Gli statunitensi sbarcarono sull'isola il 15 giugno 1944 intorno alle 07:00 del mattino a bordo di circa trecento LVT lungo la costa occidentale dell'isola, e ingaggiarono battaglia con i 31 600 soldati al servizio dell'imperatore Hirohito ivi trincerati e disposti a sacrificarsi fino all'ultimo uomo nell'estrema difesa della via che conduceva a Tokyo. Gli sbarchi furono appoggiati da un cannoneggiamento effettuato da un gruppo di corazzate fin dal 12 giugno. La battaglia fu cruenta e comportò la distruzione dell'intera guarnigione nipponica, ma anche un alto tributo di sangue da parte degli statunitensi. Saipan era la più importante isola delle Marianne nonché una delle più importanti basi aeree giapponesi, perciò gli statunitensi sbarcarono migliaia di marines ben armati ed equipaggiati per prendere possesso dell'isola. Fra il 12 e il 15 giugno una serie di attacchi aerei da parte della Task Force 58 aveva praticamente annientato al suolo l'intera forza aerea basata a Saipan. Solo un centinaio di apparecchi basati a Guam cercarono di contrastare la flotta americana. Pochi giorni dopo lo sbarco, fra il 19 e il 20 giugno, si svolse la Battaglia delle Marianne, che tolse qualsiasi speranza di respingere la flotta americana e ricevere rinforzi o rifornimenti per ricacciare a mare la forza di sbarco.
La 4ª Divisione dei Marine si scontrò a Chalan Kanoa con la 4ª Compagnia del 9º Reggimento carri giapponese, distruggendo undici dei quattordici carri nemici. Il giorno successivo i giapponesi ammassarono il resto del 9º Reggimento carri, le forze da sbarco e reparti del 136º Reggimento fanteria (in totale circa 37 carri e 500 uomini) per contrattaccare la 2ª Divisione dei Marine che era sbarcata a nord della 4ª Divisione Marine, iniziando l'assalto alle 03:30 del 17 giugno. L'assalto (il più grande scontro tra carri armati del teatro del Pacifico) venne bloccato verso le 07:00 dai carri e dall'artiglieria statunitense che misero fuori uso 24 carri uccidendo inoltre 300 fanti. Dal canto loro, i marine soffrirono la perdita di cento uomini.
I giapponesi, comprendendo l'estrema importanza dell'obiettivo, lo difesero combattendo strenuamente fino all'ultimo; quando ormai le speranze di vittoria si erano esaurite (dato che non potevano più ricevere rifornimenti di nessun tipo), il 7 luglio 4 300 soldati imperiali lanciarono una grande carica banzai provocando 406 morti tra gli statunitensi ma il loro quasi completo suicidio; alcuni sopravvissuti furono raggiunti e parimenti eliminati. Solo allora il generale Saitō effettuò il suicidio rituale e ricevette un colpo di pistola alla nuca dall'aiutante il 7 luglio, mentre l'ammiraglio Nagumo, comandante del settore ed eroe di Pearl Harbor, si sparò alla testa il giorno precedente 6 luglio.
Alla loro morte si aggiunsero 22 000 civili che si suicidarono per non cadere prigionieri degli statunitensi. Il 9 luglio 1944 l'isola fu dichiarata ufficialmente occupata, anche se gli ultimi soldati giapponesi si arresero il 1º dicembre 1945.
La battaglia costò oltre 30 000 caduti giapponesi (praticamente tutti i soldati disponibili) e 12 500 statunitensi. La sconfitta militare ebbe anche un grave contraccolpo politico, cadde infatti il governo Tojo, primo ministro dell'impero dal 1941, nazionalista e avverso alla pace, sostituito dal governo Koiso. Con il possesso di una solida testa di ponte nelle Marianne, gli statunitensi poterono, da allora in avanti, far decollare dalla terraferma i bombardieri B-17 (le cosiddette "fortezze volanti") e B-29.